# جام طلایی دو شیر
جام طلایی دو شیر یا جام کلاردشت یکی از آثار باستانی است که در منطقه کلاردشت دراستان مازندران واقع در ایران کشف شده و در تهران، موزه ایران باستان نگهداری می‌شود. این جام از نظر سبک به دوره‌هایی بین ۱۰۰۰ تا ۶۰۰ پیش از میلاد تعلق دارد.
در سال ۱۳۱۳ خورشیدی و حین ساخت کاخ تابستانی اجابیت در دشت کلاردشت، گورهایی از دوره آهن آشکار شد، اما بررسی باستان‌شناختی در آنجا انجام نشد. اشیاء به‌دست‌آمده به «گنجینه کلاردشت» معروف شده که شامل سلاح و ظروف از فلزات قیمتی است.
جام طلایی کلاردشت با بلندی ۱۰ سانتی‌متر دارای یک ردیف نقش برجسته شیر است که سر آنها به صورت جداگانه کار شده و از طرفین به جام پرچ شده‌است. بر روی سرین «کپل» شیرها نشان چلیپا نقش بسته و بر روی ران و گونه‌های شیرها نقش گردونه خورشید و نیز تزیینی شبیه دو گل کوچک بر روی پای جلوی آنها دیده می‌شود. بالا و پایین جام با یک ردیف نقش زنجیره ای تزیین شده و در کف آن نقش ترنج هندسی محصور در نوار زنجیره‌ای که درون آن گل‌های شش پر حک شده، دیده می‌شود.